# Shopping Ibirapuera
Shopping Ibirapuera est un centre commercial brésilien situé à São Paulo. Ouvert en 1976, il compte 435 boutiques réparties sur quatre niveaux et est visité chaque jour par environ 80 000 personnes.

## Annexe